# Khikkertarsoak North Island
Khikkertarsoak North Island är en ö i Kanada.   Den ligger i provinsen Newfoundland och Labrador, i den östra delen av landet, 1 700 km nordost om huvudstaden Ottawa. Arean är 12,4 kvadratkilometer.
Terrängen på Khikkertarsoak North Island är lite kuperad. Öns högsta punkt är 274 meter över havet. Den sträcker sig 5,0 kilometer i nord-sydlig riktning, och 3,8 kilometer i öst-västlig riktning.